# William McMahon
Pour les articles homonymes, voir McMahon.
William McMahon, né le 23 février 1908 à Sydney et mort dans la même ville le 31 mars 1988, est un homme d'État australien qui fut le vingtième Premier ministre d'Australie.

## Biographie

### Jeunesse
William McMahon est né à Sydney en Nouvelle-Galles du Sud où son père, William McMahon est avocat. Sa mère, Mary Anne Walder, meurt alors qu'il a 9 ans, son père alors qu'il en a dix-huit et il est alors élevé par son oncle.
Il fait ses études à la Sydney Grammar School puis à l'Université de Sydney où il obtient son diplôme de juriste. Il travaille ensuite dans le cabinet d'avocat « Allen, Allen and Hemsley », le plus vieux cabinet australien. En 1940 il s'engage dans l'armée mais en raison de ses problèmes d'audition, il est confiné dans un travail administratif. Après la Seconde Guerre mondiale, il voyage en Europe où il termine des études économiques.

### Premiers engagements politiques
McMahon est élu député de la circonscription de Lowe, à Sydney en 1949, lors du raz-de-marée libéral connu sous le nom des « forty-niners ». C'est un homme capable et ambitieux et en 1951, le Premier Ministre Robert Menzies le nomme ministre de la Marine. Pendant les quinze années qui suivent, il occupe toute une série de postes ministériels. En 1966, quand Harold Holt devient Premier ministre, il devient ministre des Finances et dirigeant en second du parti libéral d'Australie.
Malgré sa progression régulière, McMahon ne devient pas populaire parmi ses collègues. Il apparaît comme un homme très capable mais trop ambitieux et conspirateur. Il est aussi, toute sa vie, étiqueté comme homosexuel. Il épouse finalement en 1965, à l'âge de 57 ans, Sonia Rachel Hopkins, âgée de 33 ans, avec laquelle il a trois enfants: Melinda, Julian (qui deviendra l'acteur Julian McMahon) et Deborah.

### Ascension politique, McMahon Premier ministre
Quand Holt disparaît en mer en décembre 1967, McMahon est assuré de lui succéder. Mais John McEwen, Premier ministre par intérim et leader du Country Party, annonce que son parti et lui-même ne soutiendront pas un gouvernement conduit par McMahon. McEwen ne donne pas d'explication publique à son choix mais il explique en privé qu'il n'a pas confiance en lui. Il y a aussi un différend entre les deux hommes avec la suspicion d'homosexualité qui plane sur McMahon. Enfin, McEwen est un protectionniste alors que McMahon est un partisan du libre-commerce et de l'absence de contrôle.
McMahon se retire et aux élections internes qui s'ensuivent, John Gorton remporte le poste de chef du parti. McMahon devient ministre des Affaires étrangères et attend patiemment que la chance revienne pour faire son retour. Il présente sa candidature comme chef du parti après les élections fédérales de 1969 mais est devancé par Gorton. En janvier 1971, McEwen quitte la direction du Country Party et son successeur, Doug Anthony, ne met plus son veto à la nomination de McMahon. En mars 1971, le ministre de la Défense Malcolm Fraser démissionne du gouvernement et ne soutient plus Gorton, qui organise un vote de confiance. Il perd le vote, démissionne et McMahon devient chef du parti libéral.

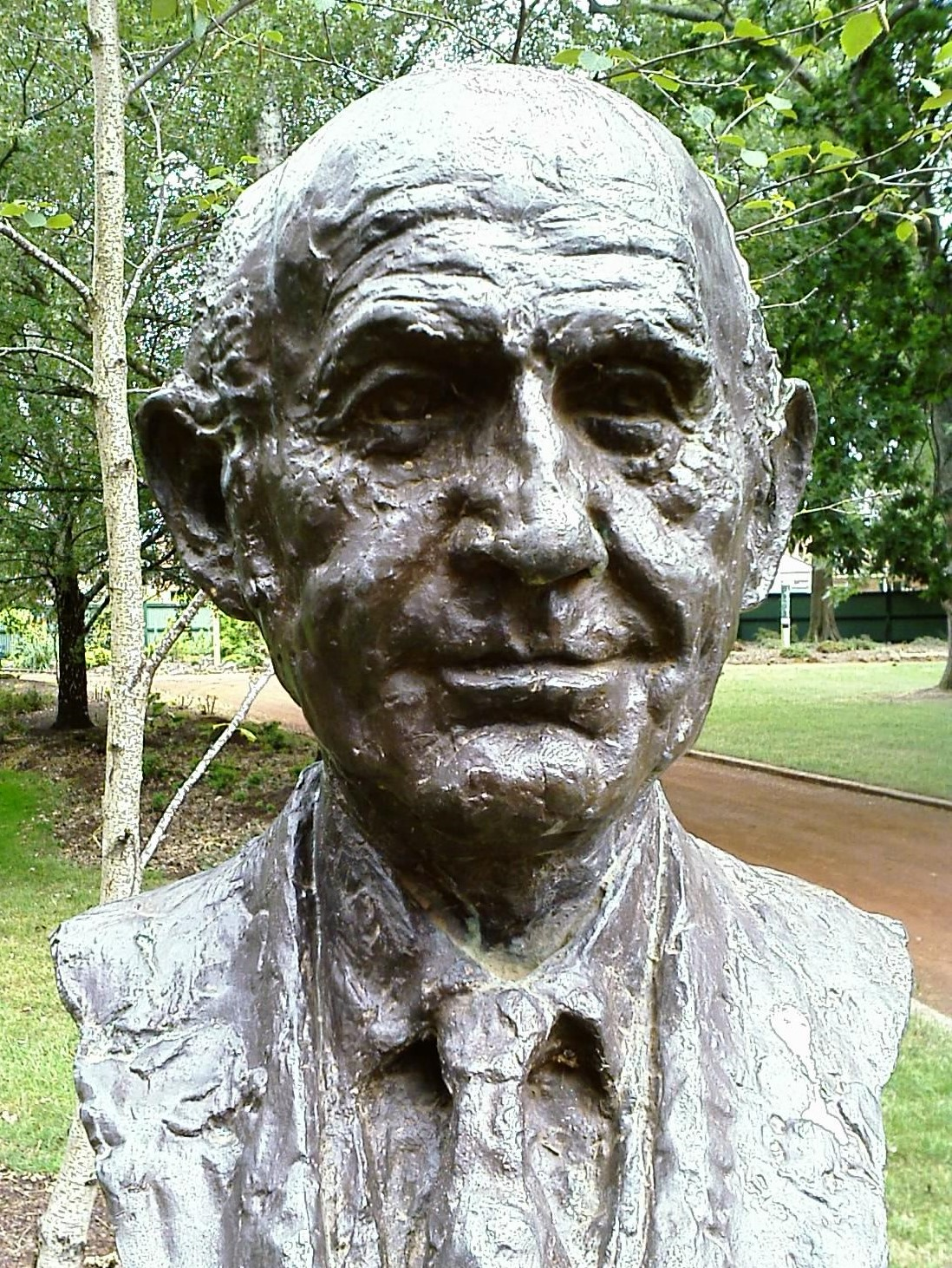
Buste de William McMahon à Ballarat.

McMahon se trouve Premier ministre le 10 mars 1971, dans une situation inextricable. La guerre du Viêt Nam et la conscription sont devenues très impopulaires. Il ne peut pas rivaliser avec le leader du parti travailliste, Gough Whitlam, qui fait campagne pour une nouvelle politique, qui inclut notamment la création d'une couverture médicale universelle. À l'intérieur de son parti, il est miné par les attaques des partisans de Gorton. Il attaque Whitlam sur sa politique de reconnaissance de la République populaire de Chine et doit faire machine arrière quand Richard Nixon annonce sa prochaine visite en Chine. Il autorise en 1971 les services de renseignement australiens (Australian Secret Intelligence Service, ASIS) à ouvrir une base à Santiago pour aider la CIA à déstabiliser le gouvernement chilien, ouvrant la voie au coup d'État d'Augusto Pinochet.  
Sa réputation de gestionnaire est mise à mal par une forte inflation. Sa voix et son apparence passent mal à la télévision et il ne parvient pas à faire le poids lors des débats parlementaires face à Whitlam, un puissant orateur plein d'esprit. McMahon perd courage et aux élections de 1972, il est dépassé par Whitlam et soumis aux brimades de la presse. Quand Whitlam gagne les élections, McMahon démissionne de son poste de chef du parti libéral. Il a été ministre sans discontinuer pendant 21 ans et 6 mois, un record pour le parlement australien. Seuls George Pearce et John McEwen ont eu de plus longues fonctions ministérielles, mais leurs mandats ont été discontinus.

### Fin de carrière politique et dernières années
McMahon sert dans le cabinet fantôme de son successeur, Billy Snedden, mais perd son poste après les élections fédérales de 1974. Il reste parlementaire jusqu'en 1982. 
Il meurt d'un cancer à Sydney en 1988, à l'âge de 80 ans.